# Раздаев, Виталий Александрович
1. ↑   Количество игр и голов за профессиональный клуб считается только для различных лиг национальных чемпионатов.

Вита́лий Алекса́ндрович Разда́ев (род. 13 октября 1946, Анжеро-Судженск, Кемеровская область) — советский футболист, нападающий. Мастер спорта СССР (1979). Лучший бомбардир первой лиги СССР по футболу за всю историю (216 мячей в 555 матчах). Почётный гражданин города Кемерово (1998).

## Биография
В 1964 году Раздаев дебютировал в составе кемеровского «Химика» (прежнее название «Кузбасса»), в котором играл его старший брат Владимир. В 1966 году был призван в армию. При этом в армию забирали старшего брата, но руководство клуба решило, что опытный Владимир нужнее команде. По документам же подлога не было, так как инициалы братьев были одинаковы «В. А. Раздаев». Три месяца проходил КМБ в посёлке Светлый, а потом был вызван в Новосибирск, где играл за СКА. В Новосибирске впервые проявился бомбардирский талант Раздаева.
Летом 1967 года его пригласили в ЦСКА, который в то время тренировал Всеволод Бобров. С московскими армейцами дошёл до финала Кубка СССР 1967 года, где команда уступила московскому «Динамо».
Однако после окончания срока службы Виталий Раздаев вернулся в Кемерово, в «Кузбасс», с которым в 1970 году вышел в Первую лигу. В составе кемеровчан стал чемпионом РСФСР 1972 года и бронзовым призёром чемпионата РСФСР 1970 года.
Дважды — в 1971 и 1977 году — Раздаев выигрывал спор бомбардиров Первой лиги, а 24 мая 1977 стал автором хет-трика в ворота московского «Спартака», выступавшего тогда в своём единственном сезоне в Первой лиге. В 1979 году выступал за сборную РСФСР на VII летней Спартакиаде народов СССР (4 матча - 1 гол).
В 1989—1990 был играющим тренером в ФК «Волга» Калинин. Закончил играть в 44 года.
За всю карьеру Виталий Раздаев сыграл в чемпионатах страны 842 матча, забил 361 гол, в том числе 33 матча и 8 голов — в Высшей лиге за ЦСКА.
После окончания карьеры игрока работал инспектором РФС, в Федерации футбола Кемеровской области, исполнительным директором Футбольной лиги Кемеровской области.
К 60-летнему юбилею награждён высшей наградой Кемеровской области — орденом «Доблесть Кузбасса».
Депутат. Член фракции «Единая Россия» в Совете народных депутатов Кемеровской области.
Именем Виталия Раздаева был назван символический клуб бомбардиров Первой лиги чемпионата СССР.
17 октября 2016 года награждён орденом Почёта Кузбасса.
На сегодняшний день именем В. А. Раздаева названа детская футбольная команда «Кузбасс» в г. Кемерово.

## Бомбардирские достижения
За всю спортивную карьеру забил 361 гол в 842 официальных играх:
- Высшая лига — 8 голов, 33 игры;
- Первая лига — 216 голов, 555 игр;
- Вторая лига — 102 гола, 154 игры;
- 2-я группа класса «А» — 34 гола, 73 игры;
- Класс «Б» — 1 гол, 27 игр